# Crucify My Love
"Crucify My Love" é o décimo quinto single da banda de heavy metal japonesa X Japan, lançado em 26 de agosto de 1996.
Como lado-b, o single traz uma versão ao vivo da canção Week End, gravada em 31 de dezembro de 1995 no Tokyo Dome. A canção tem a característica de possuir apenas voz, violinos e piano, sendo desprovida da atuação de Pata, hide e Heath.
Foi o tema de encerramento do programa de TV Tonight 2 (トゥナイト2) da TV Asahi, e usado na propaganda de televisão de ZOA da Nippon Oil.

## Recepção
O single alcançou a segunda posição nas paradas da Oricon Albums Chart e permaneceu por 9 semanas. Foi certificado disco de ouro pela Recording Industry Association of Japan (RIAJ).

### Legado
"Crucify My Love" teve um cover feito pela banda espanhola de metal gótico Gothic Dolls, lançado em seu álbum de 2008 The Last Breath.

## Faixas
Todas as faixas escritas e compostas por Yoshiki.
| N.º | Título               | Duração |  |
| 1.  | "Crucify My Love"    | 4:38    |  |
| 2.  | "Week End (ao vivo)" | 6:15    |  |

## Ficha técnica
X Japan
- Yoshiki - bateria, piano, composição
- Toshi - vocais
- hide - guitarra
- Pata - guitarra
- Heath - baixo
- Coproduzido por X Japan

Produção
- Orquestra arranjada por - Yoshiki, Dick Marx, Shelly Berg
- Pontuação de - Tom Halm
- Orquestra - Orquestra Sinfônica Americana
- Mixado por - Mike Ging
- Gravado por - Mike Ging, Rich Breen
- Engenheiros assistentes - Tal Miller, Carl Nappa, Paul Falcone
- Masterizado por - Stephen Marcussen
- A&R dirigido por - Osamu Nagashima
- Arte dirigida por - Shige "# 11" Komai
- Produtores executivos - Ryuzo "Jr." Kosugi, Yukitaka Mashimo